# Вовк, Марьетка
Марьетка Вовк (словен. Marjetka Vovk) — словенская певица, представительница Словении на Евровидении 2015 в дуэте под названием Maraaya. С 2005 по 2008 годы входила в фолк группу Turbo Angels.